# Vincent Dedienne
Vincent Dedienne (Mâcon, 2 febbraio 1987) è un attore e regista francese.

## Biografia
Dedienne studia recitazione all'École de la Comédie de Saint-Étienne. Dal 2016, fa parte del team di Quotidien, un programma televisivo condotto da Yann Barthès su TMC. La sua interpretazione di Arlecchino nella commedia Le Jeu de l'Amour et du Hasard, diretta da Catherine Hiegel, gli vale il Globo di Cristallo come miglior attore. Dedienne è dichiaratamente gay, un argomento che affronta apertamente sul palco.

## Filmografia

### Cinema
- La Fête des mères, regia di Marie-Castille Mention-Schaar (2018)
- La prima vacanza non si scorda mai (Premières vacances), regia di Patrick Cassir (2019)
- Terrible Jungle, regia di Hugo Bénamozig e David Caviglioli (2020)
- Imprevisti digitali (Effacer l'historique), regia di Benoît Delépine e Gustave Kervern (2020)
- Parents d'élèves, regia di Noémie Saglio (2020)
- La signora delle rose (La fine fleur), regia di Pierre Pinaud (2020)
- L'Étreinte, regia di Ludovic Bergery (2020)
- A Good Man, regia di Marie-Castille Mention-Schaar (2020)
- Oranges sanguines, regia di Jean-Christophe Meurisse (2021)
- I Love Greece, regia di Nafsika Guerry-Karamaounas (2022)
- Una bugia per due (Je ne suis pas un héros), regia di Rudy Milstein (2023)

### Televisione
- Vingt-cinq - serie TV (2018)
- La Flamme - serie TV (2020)
- I Love You coiffure, regia di Muriel Robin - serie TV (2020)
- Le Grand Restaurant - programma televisivo (2021)
- Les Amateurs - serie TV (2022)